# Poststrukturalismus
Poststrukturalismus je myšlenkový směr, jehož jádrem je kritika a transformace klasického strukturalismu (za jehož klíčové osobnosti můžeme považovat Émila Durkheima, Ferdinanda de Saussura, Claude Lévi-Strausse a Rolanda Barthese).
Klasický strukturalismus se rozvíjel především ve Francii, a tím pádem má i poststrukturalismus vazby k francouzskému kulturnímu okruhu, byť se ho chopili i autoři z anglosaské oblasti, především z okruhu feminismu a kulturálních studií.
Poststrukturalismus je pojem popisný, většina z autorů, kteří jsou jím označeni, se k němu nehlásí (někteří proti němu i protestují) a neexistuje tedy žádná souvislá a autorizovaná verze poststrukturalismu. Ta je nemožná i kvůli tomu, že stejně jako starý strukturalismus, i poststrukturalismus není vázán na jeden obor a předmět zájmu, ale prochází napříč obory (byť je navázán především na filozofii, sémiotiku, kulturální studia a gender studies). Spojujícím prvkem u většiny poststrukturalistů je však důraz na jazyk a antiesencialismus – ať už ve vztahu k významu, realitě, identitě či pravdě.

## Představitelé
- Michel Foucault
- Jacques Derrida
- Julia Kristeva
- Jean Baudrillard
- Jacques Lacan
- Luce Irigarayová
- Donna Harawayová
- Judith Butlerová
- Gilles Deleuze
- Edward Said
- Richard Rorty
- Ernesto Laclau
- Chantal Mouffeová
- Michel de Certeau
- Hélène Cixous
- Jean-François Lyotard
- Gianni Vattimo

## Vlivné koncepty a pojmy
- différance (Derridův pojem)
- diskurz (zejm. Foucault)
- dekonstrukce (zejm. Derrida)
- archeologie (Foucault)
- epistémé (Foucault)
- écriture feminine (Irigarayová)
- intertextualita (zejm. Kristeva)
- archi-écriture (Derrida)
- power/knowledge (Foucault)
- panoptikon (Foucault)
- kapilární moc (Foucault)
- performativita (Austin, Butlerová)
- rizoma (či rhizom) (Deleuze)
- logocentrismus (Derrida)
- hyperrealita (Baudrillard)
- simulakrum (Baudrillard)
- kyborg (Haraway)